# Peñas del Chache
Peñas del Chache is de hoogste berg op het Spaanse eiland Lanzarote, gelegen tussen Haría en Los Valles. De top ligt op 670 meter. De LZ-10 loopt ten oosten van de berg. De top zelf is niet bereikbaar vanwege militair gebruik.